# Rothia tenuis
Rothia tenuis är en fjärilsart som beskrevs av Jordan 1913. Rothia tenuis ingår i släktet Rothia och familjen nattflyn. Inga underarter finns listade.